# 2010年亞洲運動會體育舞蹈比賽
2010年亞洲運動會体育舞蹈比賽於11月13日至14日在增城体育馆舉行，比賽分为两个类别：标准舞和拉丁舞。设10个小项（标准舞：全能，华尔兹、探戈、狐步和快步；拉丁舞：全能，桑巴、恰恰、斗牛和牛仔）。

## 獎牌統計
| 排名 | 国家／地区    | 金牌 | 银牌 | 铜牌 | 總數 |
| ---- | ------------- | ---- | ---- | ---- | ---- |
| 1    | 中国（CHN）   | 10   | 0    | 0    | 10   |
| 2    | 韩国（KOR）   | 0    | 7    | 3    | 10   |
| 3    | 日本（JPN）   | 0    | 3    | 4    | 7    |
| 4    | 菲律宾（PHI） | 0    | 0    | 2    | 2    |
| 5    | （KAZ）       | 0    | 0    | 1    | 1    |
| 總計 | 總計          | 10   | 10   | 10   | 30   |

## 各項成績

### 標准舞
| 項目          | 金牌                        | 银牌                              | 铜牌                                              |
| 標准舞-華爾茲 | 中国（CHN） · 沈宏 · 梁瑜洁 | 日本（JPN） · 石原正幸 · 久保斐美 | 韩国（KOR） · 趙尚曉 · 李世熙                     |
| 標准舞-探戈   | 中国（CHN） · 沈宏 · 梁瑜洁 | 韩国（KOR） · 南相雄 · 宋伊娜     | 日本（JPN） · 小島皆仁 · 森田惠                   |
| 標准舞-狐步   | 中国（CHN） · 吴稚安 · 雷莹 | 韩国（KOR） · 南相雄 · 宋伊娜     | 日本（JPN） · 貫名強 · 柴原麻里子                 |
| 標准舞-快步   | 中国（CHN） · 杨超 · 谭轶凌 | 日本（JPN） · 石原正幸 · 久保斐美 | 韩国（KOR） · 李相珉 · 金惠仁                     |
| 标准5项舞     | 中国（CHN） · 杨超 · 谭轶凌 | 韩国（KOR） · 赵尚晓 · 李世熙     | （KAZ） · 铁木尔·纳马兹巴耶夫 · 阿曼达·巴特卡洛娃 |

### 拉丁舞
| 項目          | 金牌                          | 银牌                                  | 铜牌                                                   |
| 拉丁舞-桑巴   | 中国（CHN） · 王为 · 陈金     | 韩国（KOR） · 张世镇 · 李海仁         | 日本（JPN） · 正谷恒树 · 斋藤惠                        |
| 拉丁舞-恰恰恰 | 中国（CHN） · 石磊 · 张白羽   | 韩国（KOR） · 金到炫 · 朴秀妙         | 菲律宾（PHI） · 龙尼·斯蒂夫·贝尔加拉 · 查莱娅·拉加拉斯 |
| 拉丁舞-鬥牛   | 中国（CHN） · 王为 · 陈金     | 韩国（KOR） · 张世镇 · 李海仁         | 菲律宾（PHI） · 龙尼·斯蒂夫·贝尔加拉 · 查莱娅·拉加拉斯 |
| 拉丁舞-牛仔   | 中国（CHN） · 范文博 · 陈世瑶 | 韩国（KOR） · 金到炫 · 朴秀妙         | 日本（JPN） · 久保田弓椰 · 久保田兰罗                  |
| 拉丁5項舞     | 中国（CHN） · 石磊 · 张白羽   | 日本（JPN） · 久保田弓椰 · 久保田蘭羅 | 韩国（KOR） · 金大東 · 俞惠淑                          |